# 28 Беллона
28 Беллона — великий астероїд головного поясу. Він був відкритий німецьким астрономом Робертом Лютером 1 березня 1854 року та названий на честь Беллони, римської богині війни. Назву обрали на знак початку Кримської війни. Це кам'янистий астероїд типу S із розміром поперечного перерізу приблизно 100—120 км. 28 Беллона обертається навколо Сонця з періодом 4,63 років.
Беллона була досліджена за допомогою радіолокації. Фотометричні спостереження цього астероїда в обсерваторії Palmer Divide в Колорадо-Спрінгс, Колорадо в 2007 році дали криву блиску з періодом 15,707 ± 0,002 годин і зміною яскравості 0,27 ± 0,03 зоряної величини. Цей результат повністю узгоджується з оцінкою періоду в 15,695 годин, отриманий у 1983 році, і відхиляє довший період 16,523 години, отриманий у 1979 році.